# Byrrhus gansuensis
Byrrhus gansuensis là một loài bọ cánh cứng trong họ Byrrhidae. Loài này được Fabbri miêu tả khoa học năm 2000.